# 大山崎町立大山崎中学校
大山崎町立大山崎中学校（おおやまざきちょうりつ おおやまざきちゅうがっこう）は、京都府乙訓郡大山崎町円明寺松田15-1にある町立中学校。

## 概要
大山崎町唯一の公立中学校であり、その町域全体を校区とする。学校教育理念として「教育のめざす高い理想の実現に向け、当面する教育課題の解決に努めるとともに、優れた教育内容を創造し、もって国民の信託に応える。」ことを、学校教育目標として「"基本的人権の尊重"を基盤として、知・徳・体の調和のとれた発達を図り、新しい時代を拓く創造性あふれる心豊かな人間を育成する。」ことを掲げており、「創造する生徒、たくましい生徒、思いやりのある生徒、公共につくす生徒、規律ある生徒」を生徒像としている。

## 歴史
- 1971年(昭和46年)4月 - 乙訓中学校事務組合立第二乙訓中学校として設立。
- 1982年(昭和57年) - 乙訓中学校事務組合の解散に伴い、大山崎町立大山崎中学校として発足。
- 2010年(平成22年)1月6日 - 新校舎での教育活動開始[1]

## 校区
大山崎町全域、すなわち大山崎町立大山崎小学校、および大山崎町立第二大山崎小学校両校の校区。

## 生徒会組織
生徒会における主たる執行機関として会長、副会長、庶務、会計、議長からなる生徒会本部役員を置き、その執行を補佐する機関として専門委員会（生活委員会・文化図書委員会・保健環境委員会・体育委員会）を設置している。

## 部活動
現在活動している部活動には、以下のものがある。
- 野球部
- サッカー部
- 陸上競技部
- 男子ソフトテニス部
- 女子ソフトテニス部
- 男子卓球部
- 女子卓球部
- 男子バスケットボール部
- 女子バスケットボール部
- バレーボール部
- フェンシング部
- 水泳部
- 美術部
- 吹奏楽部
- 生活科学部

## 交通
- 阪急京都本線西山天王山駅

## 出身有名人
- 山本圭一 - 元大山崎町町長

## 通学区域が隣接している学校
- 長岡京市立長岡第四中学校
- 長岡京市立長岡第三中学校
- 京都市立大淀中学校
- 八幡市立男山中学校
- 八幡市立男山第三中学校
- （大阪府）島本町立第二中学校